# Nikon D3X
La Nikon D3x è una fotocamera reflex digitale professionale (DSLR), dotata di un sensore full frame (35 mm) da 24.5 megapixel, annunciata dalla Nikon Corporation il primo dicembre 2008. La D3x è la seconda fotocamera Nikon ad offrire un sensore full frame, dopo la D3. Come modello di punta, a differenza della D3s, modello predisposto per lo sport, la performance agli alti ISO e un più alto numero di fotogrammi al secondo, la D3x offre un non indifferente aumento di risoluzione (praticamente doppia rispetto alla D3s) e nel dettaglio dell'immagine. La D3s e la D3x seguono le precedenti D1, D2H, D2Hs, D2x, D2xs e D3 nelle reflex top di gamma prodotte per i fotografi professionisti da Nikon, che a sua volta dividono il podio con la F6, reflex a pellicola.

## Caratteristiche
Offre le medesime potenzialità della D3s, includendo una robusta costruzione impermeabile del corpo macchina, un'impugnatura verticale integrata, un'automatica correzione dell'aberrazione cromatica laterale, della vignettatura e della distorsione ottica, come, del resto, della rotazione dell'immagine in playback.

## Ricezione
La macchina di una risoluzione estremamente alta, l'opzione di registrare immagini a 14 bit per canale, e un filtro anti-aliasing molto valido (che Nikon proclama come unico, sebbene non ne fornisca numerosi dettagli), permettono una qualità dell'immagine molto alta, con un range dinamico ed una accuratezza cromatica superiori rispetto a quelli delle altre macchine digitali a 35 mm.
La ricezione della D3x è stata molto positiva, da parte di recensori indipendenti, sebbene puntassero il dito con veemenza contro pochi dettagli, ad esempio l'alto prezzo. Imaging Resource concluse che la D3x produce la più alta qualità d'immagine di qualsiasi altra DSLR loro avessero mai testato sino a quella data. Digital Photography Review conclude, ugualmente, che la risoluzione e il dettaglio d'immagine sono sorprendenti, probabilmente i migliori di ogni altra reflex in commercio, includendo la più vicina avversaria, la EOS-1Ds Mark III. Nikon asserisce la D3x una competitrice per i dorsi medio formato, un'affermazione supportata sia dai test che dai molti utilizzatori della D3x, che riportano le loro esperienze online. Dal lato negativo, Digital Photography Review fa notare che D3x è più lenta della precedente D3, sia in termini di scatti al secondo, che di resa agli alti ISO. Come molti recensori, anche loro si inasprirono sullo svantaggio più ovvio della D3x. La fotocamera ha un prezzo di listino di 7600€, sebbene il prezzo di mercato sia minore.
La Nikon D3x è stata testata da molti recensori indipendenti. Immagini esempio a tutte le velocità della pellicola possono essere comparate. Nel maggio 2009, la D3x vinse il TIPA European Photo & Imaging Award, nella categoria "Miglior reflex digitale".